# سارین
سارین (به انگلیسی: Sarin یا GB) یک ترکیب شیمیایی فُسفُری مخرب سیستم اعصاب و ماده‌ای بسیار سمی و مرگبار با فرمول شیمیایی C4H10FO2P است. شکل ظاهری این ترکیب، مایع بی‌رنگ شفاف و در شکل خالص بی‌بو است. سارین در طبقه‌بندی جنگ‌افزارهای شیمیایی در دسته عوامل عصبی و جزو عوامل سری G قرار می‌گیرد. این ماده عضلات قلب و سیستم تنفسی را از کار می‌اندازد و قرارگرفتن در معرض گاز آن در چند دقیقه می‌تواند منجر به مرگ شود.

## تاریخچه و موارد کاربرد
سارین در سال ۱۹۳۸ میلادی در ووپرتال توسط تیمی از دانشمندان آلمانی به رهبری گرهارد شرادر که سعی در ایجاد آفت‌کش‌های قوی داشتند، کشف شد. این ترکیب، به افتخار کشف‌کنندگان آن نامگذاری شده‌است:
Schrader، Ambros, Gerhard Ritter، و von der Linde.
موارد قابل توجه استفاده از این عامل عبارتند از:
- در ۱۶ مارس ۱۹۸۸ میلادی (۲۵ اسفند ۱۳۶۶ خورشیدی) هواپیماهای جنگی عراق شهر کردنشین حلبچه واقع در نزدیکی مرزهای این کشور با ایران را با بمبهای شیمیایی مورد هدف قرار دادند که منجر به مرگ ۵۰۰۰ نفر و مصدومیت ۷۰۰۰ نفر دیگر شد.[۷] ارتش عراق در این حمله از عوامل شیمیایی مختلفی شامل وی ایکس، تابون، سارین، و خردل استفاده کرد.[۸]
- در ۲۷ ژوئن ۱۹۹۴ فرقه مذهبی اوم‌شینریکیو مقداری سارین غیر خالص را در ماتسوموتوی ژاپن رها کرد که به مرگ هفت نفر و مسمومیت چندصد نفر دیگر انجامید.[۹]
- در ۲۰ مارس ۱۹۹۵ فرقه مذهبی اوم‌شینریکیو با پخش مقداری سارین غیر خالص در متروی توکیو باعث مرگ ۱۳ نفر و مسمومیت هزاران نفر دیگر شد.[۹]
- در ۲۱ اوت ۲۰۱۳ در جریان جنگ داخلی سوریه مناطقی در حومه دمشق توسط گاز سارین مورد هدف قرار گرفت که به کشته شدن چند صد نفر انجامید.[۱۰] علاوه بر آن گزارش شده که در این جنگ بارها از سارین استفاده شده‌است.[۴]

## آثار
سارین هم از طریق تنفس و هم از راه پوست جذب بدن می‌شود. استنشاق بخار سارین در عرض چند دقیقه موجب ایجاد تلفات می‌شود. دوز متوسط کشنده سارین برای افرادی که مشغول کار عادی هستند ۷۰ میلی‌گرم در یک متر مکعب در دقیقه است. این مقدار برای کسانی که فعالیت بیشتری دارند و در نتیجه سریعتر تنفس می‌کنند کمتر است و به ۲۰ میلی‌گرم در یک متر مکعب هوا در دقیقه کاهش می‌یابد. علائم از دست دادن قابلیت رزمی بر اثر استنشاق سارین شامل به هم خوردگی معده، تهوع، اسهال و اشکال در دید و بلافاصله بعد از آن انقباض عضلانی و تشنج و احیاناً حالت فلج است. آن مقدار از سارین که کمتر از دوز لازم برای از بین بردن قابلیت رزمی باشد باعث کم شدن کارایی، سستی، گیجی، تندمزاجی، سردرد شدید، فقدان هماهنگی در اعضای بدن و تار دیدن اشیاء به علت ایجاد سوزش در حدقه چشم می‌شود.

جذب مقدار کافی از مایع سارین از راه پوست می‌تواند قابلیت رزمی را کاهش داده یا مرگ ایجاد کند. مقدار جذب بستگی به مقدار عامل شیمیایی، مقدار سطحی از پوست که در معرض عامل قرار گرفته، زمان در معرض قرار گرفتن، مقدار و نوع لباس، سرعت رفع آلودگی بدن، تجهیزات و محیط دارد.

## درمان
درمان مسمومیت با گاز سارین همانند درمان مسمومیت با سایر عوامل عصبی است.